# Juan de Ampudia
Juan de Ampudia (Jerez de la Frontera, España, ? - Popayán, 1541) fue un capitán y conquistador español, fundador de muchos poblados en América. Participó en las conquistas de los territorios de los actuales Nicaragua, Perú, Ecuador y Colombia.

## Ampudia en Quito
Acompañó a Pedro de Alvarado al Perú y después participó en la fundación de San Francisco de Quito el 6 de diciembre de 1534. Su nombre consta en el atrio de la Catedral Metropolitana de Quito.
Juan de Ampudia fue, junto a Diego de Tapia, uno de los primeros alcaldes del cabildo de San Francisco de Quito. Estableció la primera fábrica de tejas de Quito en el lugar que aún se conoce como "El Tejar". Ayudó a Sebastián de Belalcázar a pacificar la zona de Quito y dio muerte al cacique Zopozopangui que todavía prestaba resistencia.

## Fundaciones y campañas
Junto con Pedro de Añasco, fundó el municipio de Timbío el 1 de noviembre de 1535, después de la batalla de Mastales, La Cruz (Nariño) el 11 de febrero de 1535,y Jamundí el 23 de marzo de 1536. Realizó múltiples expediciones por el río Cauca, donde adquirió el sobrenombre de "Atila del Cauca" por su ferocidad. El 24 de diciembre de 1536, Ampudia tomó con sus tropas la loma de "El Azafate" para que Belalcázar pudiera fundar la ciudad de Popayán el 13 de enero de 1537. También bajo órdenes de Belalcázar realizó una campaña de castigo al capitán Osorio, muriendo de un lanzazo a su regreso a Popayán durante una batalla con indígenas de la zona. En el año de 1539 el conquistador Gonzalo Pizarro ordena a su aliado el capitán español Juan de Ampudia, funde un pueblo intermedio entre las dos regiones naturales. Fundación realizada en el año 1539 por el explorador y conquistador español capitán Juan de Ampudia, bajo
el patrocinio , San Miguel (Ecuador) , patrón de las empresas de conquista española en el
Nuevo Mundo.